# コリントス地峡

コリントス地峡

コリントス地峡（コリントスちきょう、ギリシア語: Ισθμός της Κορίνθου ; 英: Isthmus of Corinth）は、ギリシャの本土とペロポネソス半島とをつなぐ地峡。コリンティアコス湾（イオニア海）とサロニコス湾（エーゲ海）に挟まれており、幅は約6km。コリントス運河によって2つの海は結ばれている。

## 名称
古代ギリシアでは、この地をイストモス（Ἰσθμός）と呼んだ。Ἰσθμός は、古代ギリシア語で「頸（くび）」（neck）を意味する言葉であるが、のちに「イストモス」（isthmus）は地形としての「地峡」を指す一般名詞として使われるようになった。コリントス地峡を指して「イストモス地峡」と呼ぶこともある。

## 地理

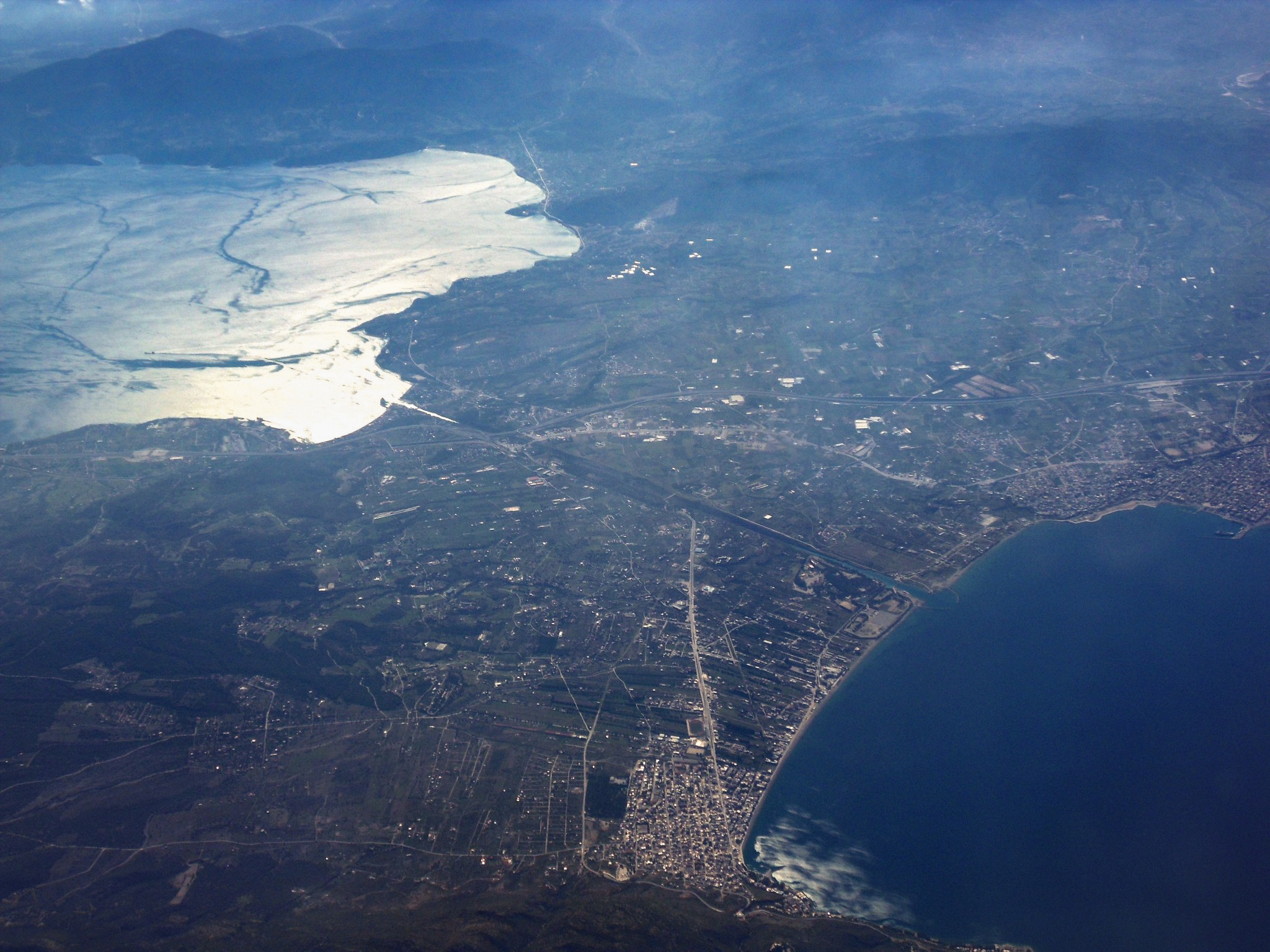
北から見たコリントス地峡。中央に運河が見える

地峡の西北側にはコリンティアコス湾（イオニア海の湾入部）、南東側にはサロニコス湾（エーゲ海の一部）が広がっており、全長6.3kmのコリントス運河で2つの海が結ばれている。
地峡の北東側にはギリシャ本土（ステレア・エラダ）、西南側にペロポネソス半島がある。行政上、地峡はペロポネソス地方（コリンティア県）に属しており、コリントス市およびルトラキ＝アイイ・テオドリ市の市域である。本土側はアッティカ地方と隣接している。
地峡の西南部、ペロポネソス側にコリントスがある。コリンティアコス湾に面した現在の市街は19世紀に入って新たに建設されたもので、古代ギリシャ時代の都市国家以来のコリントスは内陸に位置する。

## 歴史

地峡周辺の古代コリントスの遺跡

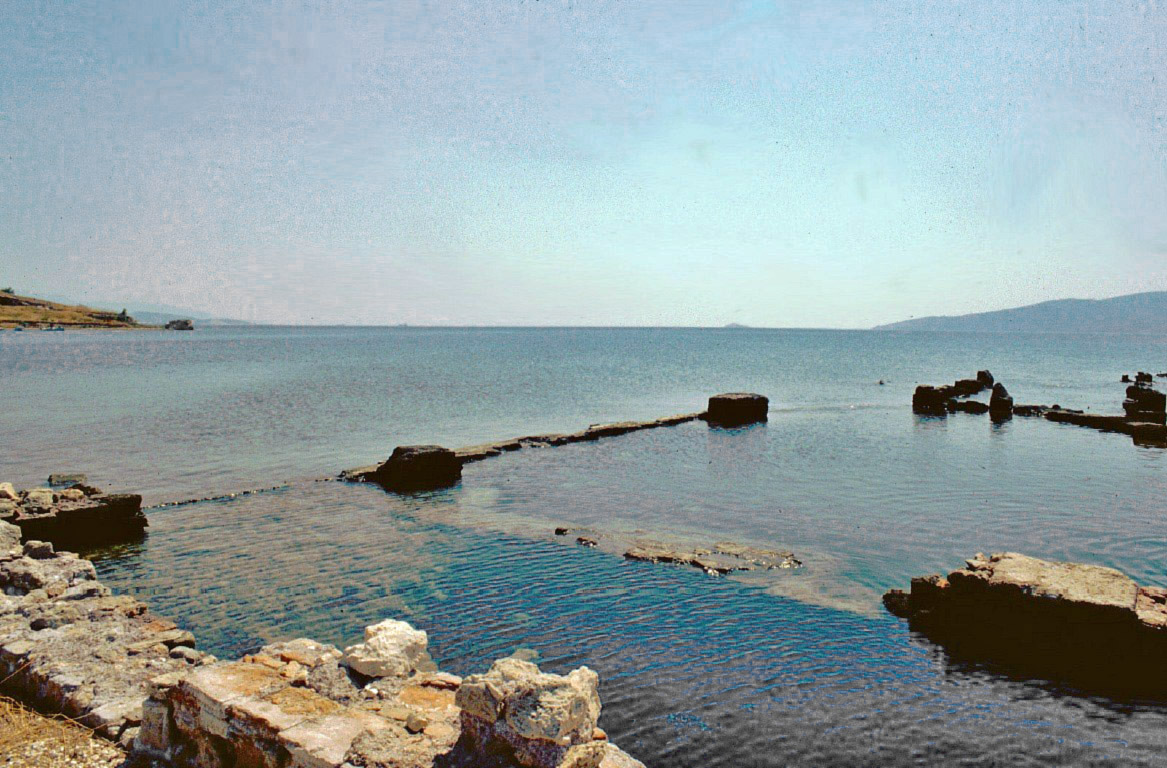
ケンクレアイの古代港湾遺跡

古代ギリシア時代より、ギリシャ本土とペロポネソス半島を結ぶ要衝として知られている。ギリシア神話では、英雄テーセウスが故郷トロイゼーン（ペロポネソス半島北東部）からアテナイに向かう途中でこの地を通った際に、旅人を害するシニスを倒したという。
テーセウスはこの地峡に2本の碑を立てたと伝えられている。東側（アッティカ側）の碑には τάδ᾽ οὐχὶ Πελοπόννησος, ἀλλ᾽ Ἰωνία（ここはペロポネソスにあらず、イオニアなり）、西側（ペロポネソス側）の碑には τάδ᾽ ἐστὶ Πελοπόννησος, οὐκ Ἰωνία（ここはペロポネソスなり、イオニアにあらず）と刻まれていたという。
古代コリントスは、サロニコス湾側にケンクレアイ港（Κεγχρεαί、現ケフリエス (Kechries) ）、コリンティアコス湾側にレカイオン港（Λέχαιον、現レヘオ (Lechaio) ）を有し、交易の結節点として繁栄した。サロニコス湾側に近いイストミアには海神ポセイドーンを祀る松に装飾された神殿 (Temple of Isthmia) があり、古代ギリシア四大競技会のひとつ・イストミア大祭が2年に1度開催された。実質、地理的に地方色の非常に濃い競技会だったとされている。
5世紀には、東ローマ帝国の皇帝テオドシウス2世によって、ペロポネソスを北方の「蛮族」の侵入から守るために、地峡を横断する防壁・エクサミリオンの壁 (Hexamilion wall) が築かれた。
1893年には地峡を横切るコリントス運河が建設された。それまではネロの時代から運河を掘る試みがなされていたが誰一人成功した事はなかったと言う。